# Yountville
Yountville – miasto w Stanach Zjednoczonych, w stanie Kalifornia, w hrabstwie Napa. Według spisu ludności przeprowadzonego przez United States Census Bureau w roku 
2010, w Yountville mieszka 2933 mieszkańców.